# Les Chevaliers de Momus
Les Chevaliers de Momus, en anglais : Knights of Momus (KOM), ou, plus simplement Momus, est l'une des trois plus anciennes confréries (Krewes) du Carnaval de La Nouvelle-Orléans.
Société festive et carnavalesque fondée en 1872, elle reste fidèle à ses traditions de société secrète. 

## Les Chevaliers de Momus au Carnaval de la Nouvelle-Orléans

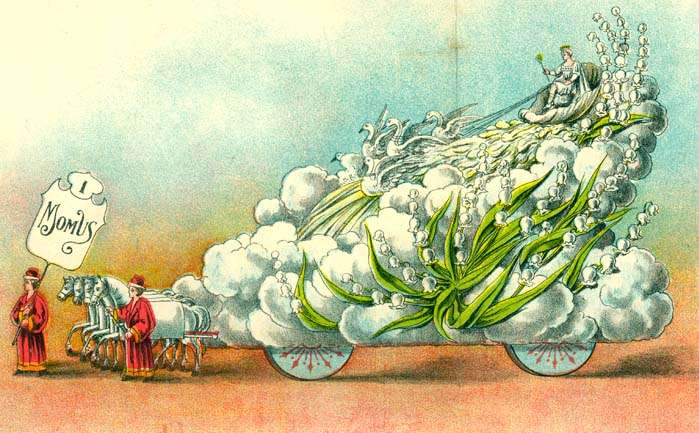
Le char des Chevaliers de Momus au Carnaval de la Nouvelle-Orléans 1907.

Pendant plus de 100 ans, la parade Momus, chaque année, le jeudi précédant le Mardi Gras, a été un incontournable du programme du Carnaval de la Nouvelle-Orléans. Comme Momus était le dieu grec de la dérision, les thèmes du défilé de la confrérie des Chevaliers de Momus rendaient généralement hommage à l'homonyme de l'organisation avec l'humour irrévérencieux et la satire mordante. Le thème 1877 de la parade, Hadès, un rêve de Momus, a provoqué un tollé quand il s'en est pris au gouvernement de reconstruction mis en place à la Nouvelle-Orléans après la guerre civile. Les tentatives de représailles par les autorités locales ont largement échoué en raison de la confidentialité des membres. 
En 1991, le conseil municipal de la Nouvelle-Orléans a adopté une ordonnance qui obligeait les organisations sociales, y compris les confréries de Carnaval, de certifier publiquement qu'elles ne pratiquent pas une discrimination fondée sur la race, la religion, le sexe ou l'orientation sexuelle, afin d'obtenir un permis de parade et d'autres permis public. Cette ordonnance impliquant l'abandon de leurs codes secrets par les groupes sociaux concernés, au nombre desquels les confréries de Carnaval. Et par conséquent, permettant l'identification de leurs membres par la Commission des relations humaines de la ville. Momus est alors l'une des trois confréries historiques, avec le Mistick Krewe of Comus (Comus) de 1857 et Proteus de 1882, qui s'est retirée du défilé du Carnaval de la Nouvelle-Orléans, plutôt qu'accepter de voir ainsi identifier ses membres. 
Deux tribunaux fédéraux ont déclaré plus tard que l'ordonnance de 1991 était une violation inconstitutionnelle des droits garantis par le Premier Amendement sur la libre association, et une intrusion injustifiée dans la vie privée des groupes soumis à l'ordonnance. La Cour suprême des États-Unis a refusé d'entendre l'appel de cette décision de la ville. 
La parade des Chevaliers de Momus n'est jamais revenue dans les rues de la Nouvelle-Orléans, bien que le groupe organise encore chaque année un bal masqué le jeudi précédant le Mardi Gras.

## Les Chevaliers de Momus à Galveston (Texas)
Inspirée par le même dieu Momus, une autre confrérie de Carnaval, homonyme de celle de la Nouvelle-Orléans a été fondée en 1871 à Galveston, Texas. La confrérie des Chevaliers de Momus d'origine a disparu à l'époque de la Seconde Guerre mondiale. Un nouveau groupe a été fondé au milieu des années 1980, et en cherchant à raviver l'esprit du groupe initial, a adopté le nom de Chevaliers de Momus (Knights of Momus), en abrégé : Momus.

## Source
- Les matériaux à la base de cet article proviennent de la traduction de l'article Momus de la Wikipédia en anglais.